# Robert Rodat
Robert Rodat (ur. 1953 w Keene, New Hampshire) – amerykański producent i scenarzysta filmowy.

## Kariera filmowa
W 1997 wygrał wraz ze współpracownikami chrześcijańską Christopher Awards za film Droga do domu. W 1999 był też kilkakrotnie nominowany do różnych nagród filmowych za scenariusz do filmu Szeregowiec Ryan (Oscar, Złoty Glob, Humanitas Prize, Nagroda Satelita, Writers Guild of America Award). W 2012 otrzymał nominację do brytyjskiej SFX Awards za serial Wrogie niebo (ang. Falling Skies).

## Filmografia
- 2011 Wrogie niebo (serial)
- 2000 Patriota
- 1999 36 godzin do śmierci
- 1998 Szeregowiec Ryan
- 1997 Rozpruwacz
- 1996 Droga do domu
- 1995 Niezwykła opowieść
- 1992 Towarzysze słońca